# Origanum microphyllum
Origanum microphyllum ist eine Pflanzenart aus der Gattung Dost (Origanum).

## Merkmale
Origanum microphyllum ist ein Halbstrauch, der Wuchshöhen von 20 bis 50 Zentimeter erreicht. Die Zweige sind dünn, deutlich vierkantig, purpurn und haben rückwärtsgewandte kurze Borsten. Die Blätter sind eiförmig, weißfilzig und 5 bis 13 Millimeter groß. Der Kelch ist ganzrandig, schief gestutzt und kahl. Die Krone ist purpurn und 3 bis 7,5 Millimeter groß. 
Die Blütezeit ist von Juni bis September.

## Vorkommen
Origanum microphyllum ist auf Kreta in den Regionalbezirken Chania, Iraklio und Lasithi endemisch. Die Art wächst am Lefka Ori und Dikti-Gebirge in offenen Wäldern, Phrygana und Felsspalten auf Kalk in Höhenlagen von (50) 400 bis 1500 (1800) Meter.

## Systematik
Die Art wurde vom britischen Botaniker George Bentham 1834 unter dem Taxon Majorana microphylla beschrieben. Der deutsche Botaniker Julius Rudolph Theodor Vogel ordnete die Art unter dem heute gültigen Taxon Origanum microphyllum der Gattung Dost (Origanum) zu.

## Belege
- Ralf Jahn, Peter Schönfelder: Exkursionsflora für Kreta. Mit Beiträgen von Alfred Mayer und Martin Scheuerer. Eugen Ulmer, Stuttgart (Hohenheim) 1995, ISBN 3-8001-3478-0, S. 266.